# Florent-en-Argonne
Florent-en-Argonne  là một xã trong thung lũng Biesme, thuộc tỉnh Marne đông bắc nước Pháp. Xã này nằm ở khu vực có độ cao trung bình 235 mét trên mực nước biển.
- Forest of Argonne